# 人造人間17号
人造人間17号（じんぞうにんげんじゅうななごう）は、鳥山明の漫画『ドラゴンボール』またはアニメ『ドラゴンボールZ』『ドラゴンボールGT』『ドラゴンボール改』『ドラゴンボール超』に登場する架空の人物。担当声優は中原茂。
アニメ『ドラゴンボールGT』に登場する新17号と超17号についても併せて解説する。

## 人物像
レッドリボン軍の生き残りの天才科学者であるドクター・ゲロが、孫悟空を殺害する目的で人間の男性をベースに改造した永久式の人造人間。同じくゲロによって改造された人造人間18号は双子の姉。ブリーフ博士とブルマによれば、人間をベースにして、ほとんど有機質だけで改造している。永久エネルギー炉を内蔵しており、スタミナは永久に減ることがない。気を有していないため、気を探る方法での索敵は不可能であるが、相手の気を探る能力もないため、遠方でピッコロとセルの戦いが行われていることを正確に把握できていなかったり、セルの戦闘力を戦うまで把握できなかったりした。外見は優男風の少年で、黒髪の長髪。首にオレンジ色のスカーフを巻いている。また、腰には自動拳銃とホルスターが備えられているが、作中の世界にて使用することはなかった（トランクスがセルとの闘いの後、未来に帰り17号・18号と戦うが、その直前に17号が男性の老人を撃つシーンがある）。
驚異的な戦闘力と尽きないスタミナを持ち、作中で初めて戦闘を行った際にはトランクス、ピッコロ、天津飯の3人を同時に相手にしても全く引けを取らず、一方的に打ち負かしている。後に神と融合し、大幅なパワーアップを遂げたピッコロとも互角の闘いを演じた。超サイヤ人をも凌駕するその実力は、ゲロの開発した永久エネルギー炉の異常なパワーによって担保されており、生みの親であるゲロでさえ手に負えないほどである。18号よりパワーを重視した設定になっている。パワー値なら人造人間16号より上とされていたが、実際の戦闘力は16号の方が上だった。
自分を勝手に改造したゲロを恨んでおり、悟空を殺すための行動を開始する前にゲロを殺害した。性格は好戦的かつ自信過剰で一度は打ちのめしたピッコロに「来るなら来いよ」と発言するが、その一方で思考は論理的であり、弱者は眼中になく、無駄な戦いはせず、悟空の家まで飛んでいかずに「ゲーム」と称してのんびりと車で探すのを楽しみ、それを18号に非難されても「その無駄が楽しい」と返すなど気ままな性格であり、これに関しては、人間だった頃の性格が残っているからとのこと。また、戦闘に関して冷徹ではあるものの、「孫悟空の抹殺」というゲームを楽しみ、障害は排除していく一方で邪魔をしない、闘いにおいては武士道精神を説くなど1対1を好む、関わらない者へ無闇に危害を加えることはなかったほか、倒したベジータたちにもとどめを刺さず、クリリンに対しては全く危害を加えず、仙豆による体力回復を勧めた。しかし、自身と18号を吸収しようとして現れたセルとの闘いにおいては、その好戦的な性格ゆえ16号の忠告を無視した結果、油断した隙に背後の穴から現れたセルの大きく開かれた尻尾を頭から被り、必死に喘ぎもがくも体を丸ごと吸収されて飲み込まれてしまう。
完成当初は造ったドクター・ゲロすらも恐れるほどに残虐な性格となってしまい命令を全く聞かず、それを修正する何らかの再調整を受けて機能を停止させられていたが、ゲロがベジータらに追い詰められたことでやむなく起動する。ゲロは17号が自身に挨拶したのを見て「上手く直った」と安心するが、自分たちがゲロにより勝手に改造されたことを恨んでいることは変わらず、結果的にゲロはトランクスの未来世界と同じく、17号に殺害された。
セルゲームの最中にセルの体から吐き出された18号と異なり、17号は吸収されたままセルと共に消滅したが、神龍により「セルに殺された者」の一人と見なされてドラゴンボールへの願いで生き返り、さらにクリリンの願いで体内の爆弾を取り除かれた。なお、『ドラゴンボール超』の漫画版では、生き返った直後の場面が描かれており、18号と再会している。また、爆弾が取り除かれたことを18号から聞かされ、クリリンに恩義を感じている。魔人ブウ編では悟空の元気玉に協力するために手を上げた。その際にはかつての服装の上にハーフコートと手袋を着用し、さらには猟銃を所持しており、アニメ（『Z』第285話、『改』第156話）では元気玉に協力していないふたりの猟師を猟銃で脅し、無理矢理に手を上げさせた。
基本は人間なので修業をすればさらに強くなることが可能で、食事は必要としないが水分補給は必要。また、細胞の劣化が遅いために年の取り方も遅い。アニメ『ドラゴンボール超』第83話「第7宇宙代表チームを結成せよ! 最強の10人は誰だ!?」での孫悟飯の発言によると「人造人間17号と人造人間18号の2人は元は人間で、細胞レベルで超人に改造してあるだけ」とのこと。
人間だった頃の名前は「ラピス」。だが作中での呼称は「人造人間17号」か「17号」で通されており自身でもそう名乗っている。姉の18号の人間だった頃の名前は「ラズリ」。

### 異時系列における人造人間17号
番外編「TRUNKS THE STORY -たったひとりの戦士-」および其之四百十九「もうひとつの結末」に登場。アニメでは『Z』第164話、『改』第82話（アニメオリジナル）のトランクスの回想、テレビスペシャル『絶望への反抗!!残された超戦士・悟飯とトランクス』、『Z』第194話、『改』第98話にて登場する。
作中の世界に存在した17号とは全く異なるほど残虐な性格であり、18号と共に遊び感覚で街を破壊し殺戮の限りを尽くす絶望の象徴として捉えられている。破壊と殺戮を繰り返す理由は、「人間を見ると腹が立ち、人間が嫌い」だからと18号が発言していた。その過程で孫悟飯をはじめ、トランクスを除く戦士を皆殺しにし、悟飯の死後に単独で挑んできたトランクスをも痛めつけた。パセリシティで、17号は作中の世界では使用しなかった自動拳銃で自身を狙撃した老人を殺害し、そこで過去から帰還したトランクスと対面する。17号は精神と時の部屋での厳しい修行を経て成長したトランクスの実力を信じていなかったが、トランクスに18号を消滅させられた後は動揺していた。そして、殺された悟飯の仇としてトランクスに蹴り飛ばされて、そこで倒れた際にトランクスの気功波で消滅させられる。17号と18号の死後、壊滅された街は再建が進められた。担当声優の中原は未来世界の17号に関しては「冷たくて無機質な感じが演じてて面白かった」と語っている。
トランクスの未来世界での17号と18号は作中の世界の17号と18号より実力が低かったことがトランクスによって語られている。
作中の世界に登場したセルが元々存在していた世界の17号は、18号と共にドクター・ゲロを殺害して研究所を出た。その後、大きなパワーアップをしていないトランクスに緊急停止コントローラーを用いられて破壊されている。

## ドラゴンボール超
宇宙サバイバル編
チーム対抗の武道大会「力の大会」に、第7宇宙代表の選抜戦士10名の内の1人として参戦する（アニメ版では悟飯の提案で漫画版『ドラゴンボール超』では「17号もいたな…」というベジータの提案により参戦が決定）。左腕には現在の職業である自然保護官、「RANGER（レンジャー）」の腕章を身に着けている。「宇宙サバイバル編」では性格も冷静でいち早く敵の性質を分析したり、バリアによるサポートで数多くのピンチを打破している（漫画版『ドラゴンボール超』では、モンスター島に棲息するセルジュニアとそっくりな容姿と同等の戦闘力のモンスター「偽セルジュニア」全7匹相手に闘い、戦闘力を大きく上げたことになっている）。一方で、戦闘中の魅せ方には興味が無い素振りを見せ、リブリアンの変身を「隙だらけだったからな」という理由で攻撃して妨害し、抗議されるという場面もあった。
セルとの闘いの決着後、姉である18号とは連絡を取ってはいるが直接会っていなかった。南の大きな島（モンスター島）にある動物保護区にて密猟者から自然や動物を守る優秀な保護官として働いている。動物学者の妻との間に子供が1人、養子が2人いるが、現在は単身赴任中のため家族とは離れて一人で暮らしている。人造人間編にて、神と融合したピッコロとの戦闘中にも「自然は大切にしろよ」と発言していたが、自然や動物が好きであることが18号から明かされた。
悟空と初対面を果たすが、17号は悟空の姿も声も知っていたと話した。その理由については「まあ…色々とな」とだけ答えた。漫画版『超』では、セルに吸収されている間に悟空の声も姿も見聞きしていたと答えている。第7宇宙代表の選抜戦士に引き抜きに現れた悟空と成り行きで共闘し密猟者を退治した後、17号の実力を知りたい悟空と対戦する。人造人間編の時よりも実力を大きく上げており、悟空も予想以上の実力に驚くが17号は「ただのんびりと過ごしていたわけじゃないからな」と答えた。戦闘後、悟空は息子の孫悟天とトランクスに島を守らせることを条件として第7宇宙の代表戦士に誘うが、17号は一度はその申し出を断り、宇宙が消滅することを話されるが「皆消えてしまうなら仕方ない」と言い断った。その時密猟団に動物を宇宙にさらわれてしまい、悟空と共に動物を連れ戻すために宇宙船で密猟団と戦う。密猟団のボスに自爆装置（後に偽物と判明）で宇宙船ごと破壊すると脅されると、悟空に「動物と家族を頼む」と言い自分の身を省みずボスを抱えて宇宙で爆発させようとするが、悟空の瞬間移動で界王星に連れてこられ難を逃れた。この件で悟空と信頼関係を築き、島を守ってもらったという借りと、超ドラゴンボールで家族のために大きいクルーザーをもらうという願いを叶えるために力の大会の出場を了承した。いつの日か家族で世界中を回るのが夢だと語った。また姉の夫であるクリリンのことを「義兄さん」と呼ぶようになっている。姪のマーロンから歳を尋ねられた際には冗談で「17歳」と答えた。かつて互角に戦ったピッコロと再会した際は「お互いに頑張ろう」と握手を交わした。
力の大会では、単独で第2宇宙の代表戦士カクンサやビカル、ロージィを、悟空との連携で第4宇宙の代表戦士ダモンの正体に気づき、撃破し、続いて悟空たち第7宇宙の戦士全員で第3宇宙の合体戦士アニラーザを倒すなど戦いに貢献している。その後、第11宇宙の代表戦士ジレンとの対戦ではジレンの過去を聞かされた際、「人間臭いところあるな」と評価した一方、自身の強さに執着するあまり、仲間を蔑ろにする彼に対し、心の弱さを指摘した。悟空とベジータを庇おうと自ら体を張り、ジレンからの攻撃を掻き消すために自ら犠牲になるが、辛うじて生き残り、身勝手の極意の反動で動けなくなった悟空に代わってフリーザと共に再びジレンと対峙する（漫画版『ドラゴンボール超』では、大神官が「気配を一切感じなかった。まさか生きているとは」と驚いており、17号が隠れていたことに全王のみならず誰も気がつかなかった）。その後は、フリーザと協力して力を使い切ったジレンを跪かせるほどにまで追い詰め、それでも最後の力を振り絞ったジレンに対しても抵抗を続け、最後には立ち上がった悟空とフリーザがジレン共々道連れにしたことで自身が最後の生き残りとなって第7宇宙を優勝へと導くが、結局は自分の願いを蹴ってまで超ドラゴンボールに「既に消滅した宇宙の復活」を願い、復活を叶えてもらう。大会終了後はブルマから大会の報酬として夢であった大きいクルーザーを貰ったらしく、ブルマとの通信でクルーザーに乗っている姿が映し出された。
漫画版では、ムリサーム、ルバルト、ボタモやジウムなどほとんどの対戦相手がアニメとは異なっている。その活躍ぶりはゴワスにも評価されるほど。ジレンとの対戦では、自爆したフリをしてからは時間ギリギリまで隠れ、ジレンが脱落する直前に姿を見せることで最後まで生き残ったという展開になり、前述の作戦をフリーザと事前に打ち合わせていたことになっている。
銀河パトロール囚人編
セブンスリーが星食いのモロの能力を使用しようとしたところで18号と共に参戦。セブンスリー、シモレッカと戦う。

## ドラゴンボールGT
『Z』の「人造人間編」と同じ服装の上に、手袋とハーフコートを着た姿で登場、セルをも凌ぐ潜在パワーを持っていたが、人間としての感情を完全に捨てることができなかったために失敗作と見なされたことがゲロの台詞により判明した。その不完全な回路を補う目的で開発された新17号に操られる。全身に地獄の力が注がれてパワーアップし、地獄にいた新17号と同調して共鳴する力で、地獄とこの世の間に穴を空け一つに繋いだ。性格も凶悪になり、トランクスを襲って負傷させ、彼に自分たちと戦いたいのなら、地獄に来ることを悟空に伝えるよう言い残した。さらに、街を破壊したうえ自身を説得したクリリンを殺し、クリリンの妻である18号にも危害を加えた。その後、新17号と合体して超17号へと変化したが、最終的にはクリリンを殺された怒りによる18号の気功波攻撃から超17号が使用する吸収能力の弱点を見抜いた悟空によって龍拳とかめはめ波の連続攻撃の前に敗れた。
17号は最終回である第64話時点で他の地球人たちと一緒に生き返っていることになっており台詞付きでシナリオも用意されていたが、尺の問題で該当シーンは削らざるを得なかったとのこと。
新17号、超17号ともに17号と同じく担当声優は中原茂。
新17号 / ヘルファイター17号 （しんじゅうななごう / ヘルファイターじゅうななごう）
「あの世の17号」とも呼ばれる、地獄でゲロの人造人間の技術とドクター・ミューのマシンミュータントの技術によって作られた人造人間。ミューとゲロと共に地球上へ降り立ち、通常時のベジータと互角に渡り合い、その実力はベジータから「以前の17号より桁違いにパワーアップしてやがる」と評されている。
この世にいる17号と同じ容姿で、服装も原作および『Z』の人造人間編での17号と同じだが、17号とは異なり完全ロボット型として制作された。また、性格は異時系列の未来世界での17号のように残虐非道で、17号の潜在パワーを引き出す存在であり、17号を洗脳し共鳴させ、地上と地獄の間に穴を開ける。また、17号を通して17号の姉である18号も洗脳しようとし、18号の夫であるクリリンにそれを阻まれるが17号にクリリンを殺され、それに怒った18号が17号に向かってきたため、18号も始末させようとしたが結果的に17号は18号を殺さなかった。
その正体はミューが全ギャラクシー征服を目的として作ったマシンミュータントであり、ミューによってプログラムを自分だけの命令を聞くように設計されているため、ゲロの命令は受け付けない。
その後は17号と合体し、超17号に変身する。
超17号（スーパーじゅうななごう）
新17号と17号が合体した姿。ふたりの17号に比べて髪が長くなり、髪型もオールバックに変化し、体型が長身痩躯となっている。性格は凶悪で、プライドが高く好戦的。17号のように戦闘で服が台無しになることを嫌うほか、身体を他人に触られることも嫌う。
外した左腕がマシンガンになるほか、10本の指先からエネルギー弾を連射する「フラッシュボンバー」や、両手で放つスパークを纏う漆黒の大きなエネルギー弾「電撃地獄玉」など気功系の技を持つ。ミューいわく「究極のマシンミュータント」。
掌には人造人間19号や20号と同じくエネルギー吸引装置が付いているほか、ミューがゲロに内緒で付け加えた装置により気功波を身体中から吸収する能力も持っており、気功波を吸収するたび強くなる。相手と距離を取りつつ自分の周囲に注意を向ける戦法を主に行い、悟空の瞬間移動による接近も見切った。
ベジータたちを圧倒し、実の生みの親のはずのゲロを再び殺害、超サイヤ人4に変身した悟空と対戦し10倍かめはめ波を吸収して悟空を窮地に追い込み、バリアによって悟空の自爆攻撃にも耐え抜いた。しかし、18号に対して本気を出すことができず、その直後、ミューから「情けない臆病者」と罵られたことで、腹癒せに電撃地獄玉でミューを殺害。これに関して18号は自分の自爆装置がなくなったのを知らなかったことと、それによって巻き添えを食らうことを恐れていたために攻撃をしなかったと話しているが、悟空は超17号を倒した後、「17号は実は自爆装置がなかったことを知っていて、双子の姉である18号への情から躊躇していただけだった」と推測しており、最終的にはクリリンを殺された18号の気功波攻撃から、気功波吸収の際、一定のポーズをとり続けなければならず無防備になる弱点を悟空に見抜かれ、龍拳とかめはめ波の連続攻撃の前に消滅する。

## 人造人間17号の技
原作と『ドラゴンボール超』では、技名は呼称していない。
パワーブリッツ / ブラスター
片手から発射される気功波。
バリヤー / エネルギーフィールド / アンドロイドバリヤー
球状のエネルギーの障壁を作り、敵の攻撃を防ぐ技。ピッコロの連続閃光弾を防いだ。セルも同様の技を使用しており、ゲームなどでは18号も使用している。
『ドラゴンボール超』では、バリヤーの球体を回転させたり、敵をバリヤーの球体で包んで閉じ込めたり、自身の拳をバリヤーで包んだ状態で殴りつけたり、円盤状の障壁を何重にも同時に発生させたりと様々な応用技を披露している。
フルパワーエネルギーボール
両手から発射される光球型の気功波。アニメで未来世界の悟飯に使用。
アクセルダンス / サディスティックダンス
18号との連携攻撃。名前はゲームから。18号にも同様の技があるが、17号のものは連携攻撃の後、18号と一緒に相手に向けてエネルギー弾を連射する。アニメで未来世界の悟飯を殺害した技。
アンドロイドラッシュ
初対決で天津飯たちを打ち倒した技。スピードを活かした連続攻撃を見舞う。
超電圧爆裂斬（ちょうでんあつばくれつざん）
胸の前で両腕の掌側を外に向けた状態でクロスして、凄まじい電圧のエネルギーを両手に溜めてから、渦を巻くように相手に浴びせる技。原作やアニメでは使っておらず、『ドラゴンボール ゼノバース』以降のゲーム作品で使用している。

### 超17号の技
ヘルズストーム
腕を外してガトリングガンのように気弾を連射する技。
フラッシュボンバー
両手の指先からエネルギー弾を連射する技。
エネルギー吸収 / ドレインフィールド
気功波系の技を取り込んで自分の戦闘力に加算する能力。ただし、吸収時は一定のポーズを取り続けるため、その間は他の攻撃に対しては隙だらけとなる。
バリヤー
気の膜で体を覆い身を守る技。上述の通り悟空の自爆攻撃に耐えた。
電撃地獄玉（でんげきじごくだま）
両手でスパークを纏う黒い球状のエネルギーを集めて、相手に当てる技。

## ゲームにおける人造人間17号
初登場はファミリーコンピュータ用ソフト『ドラゴンボールZIII 烈戦人造人間』から。同作では数ターン戦闘すると自動的にバトルが終わる、所謂イベント戦闘での戦闘のみであった。それ以降はスーパーファミコン用ソフトから登場していた人造人間16号、18号と比べてゲーム作品に登場する頻度は少ないが、PlayStation 2ソフト『ドラゴンボールZ』シリーズ以降は安定して登場している。
『ドラゴンボール ZENKAIバトルロイヤル』ではドクター・ゲロと共にプレイヤーキャラクターとして追加。格闘特化型のキャラクターとなっており、必殺技の「コンボキャンセル」を行うことでコンボを繋ぐことができる。
『ドラゴンボール ゼノバース』では主に未来の17号が登場。敵として出てくるのは17号、18号とも未来の冷酷な人格の方となる。主人公に地球の戦士たちの殲滅に誘う。達成した後は主人公のことを気に入り、手を出すことなく引き下がっていった。続編である『ゼノバース2』では宇宙サバイバル編の17号（表記は「人造人間17号（DB超）」）がDLC「∞の歴史編パック」の追加キャラクターとして登場した。
『ドラゴンボール ファイターズ』では当初は18号のアシストキャラクターとして登場していたが、後のDLC「ファイターズパック8」での追加キャラクターにて参戦している。その際18号のアシスト版では原作初期準拠の服装であるが、プレイアブル版はアニメ『超』の「宇宙サバイバル編」準拠の服装となっている。
『ドラゴンボールZ カカロット』では、人造人間・セル編で初登場。原作同様ピッコロと対決する。魔人ブウ編の元気玉に協力するシーンにも原作と同様に登場するがハーフコートや手袋は羽織っておらず、原作初期準拠の服装で登場する。その後ゲームクリア後にプレイできるサブストーリー「守護者」にて未来のトランクスと出会う描写が描かれている。ゲーム内辞典「Z大全集」では生い立ちなどが解説されており、人間の頃は孤児で18号とともにケンカは強く、盗みやカツアゲをして遊んで暮らしていたが、真人間には手を出さなかったという。群れずに身寄りのないアウトローの2人はゲロにとって新たな人造人間の素材にうってつけだったため、捕らえられて改造された。ドラゴンボールで生き返った後は一人旅をしていたが、途中で立ち寄ったモンスターの島で密猟者たちを倒し、そこで保護官をしていた女性と知り合う。それがきっかけで自らも自然保護観察官になり、やがてその女性と結婚することになった。
『ドラゴンボールZ ドッカンバトル』では現在の17号と未来の17号（表記は「人造人間17号（未来）」）がそれぞれ登場しているほか、ヘルファイター17号や超17号も後に登場した。また2021年のハロウィンキャンペーンにて開催された特別編イベント「一触即発!?ふたりの人造人間」では人造人間8号と共に活躍するオリジナルストーリーが展開された。オリジナルストーリーではセルが倒されてから数年後を舞台としているほか、漫画版『超』同様生き返った直後の場面が描かれており、18号と再会している。その後、後述する王立自然公園の動物保護区で保護官として働いていたが、ある日同じ保護官の仲間から「最近北の山のほうで人を襲う怪物がいて困っているので調査してほしい」と相談を受けることになった。優秀な保護官ということで広く知られており、仲間たちから時々面倒ごとを頼まれていたが、人間の身勝手さに呆れながらも無下に断ることもできないため、これも仕事だと割り切り調査へ向かう。その後暴走している8号と出会い、退治しようとするがスノから本当は大人しいということを言われ、改造されて暴走している可能性が高いと考え、ショックを与えるだけにとどまった。その後8号は正気に戻ったが、直後にムラサキ曹長の弟の五つ子たちが現れ、復讐作戦を台無しにされたことから襲ってくるが返り討ちに遭わせ、五つ子たちを警察に引き取らせることにした。その後8号に対し念のため科学者にカラダを診てもらったほうがいいと言った。2人が帰った後は「オレも少しだけ先輩を見習うとするか」と言い、少しだけ心境が変わることになった。

### ゲームにおける超17号
基本的に名義は「超17号」だが、一部作品では「スーパー17号」表記になっている。初登場は『ドラゴンボールZ Sparking!』から。『Sparking!』シリーズでは19号やゲロと違って強力な気弾攻撃も吸収可能。『ドラゴンボールヒーローズ』ではオリジナル形態として、「セル吸収形態」、「人造人間吸収形態」、「人造人間18号吸収形態」が登場し、形態に応じて容姿も変化する。

## 補足
担当声優の中原は初めて17号を見た際「江口洋介みたいだな」と評した。
改造される前はきょうだい揃っての札付きの不良であり、いきのいい実験材料を探していたゲロに偶然遭遇し、拉致されたという裏設定が存在する。
悟空とは面識がないものの魔人ブウ編での登場の際に、「久しぶりに聞いたな あいつの声も」と発言している。このシーンについて鳥山は、「下書きの段階でランチだったのを17号に変更した」と語っている。
セル編後は巨大な王立自然公園の動物保護区で密猟者に容赦のない優秀な保護官として働いている。人との協調性が薄い17号にはうってつけの仕事で、あまりの優秀さに高給取りになっている。動物学者の妻との間に子供が1人、その他にも養子が2人おり、自然公園内の一軒家で幸せに暮らしている。1度だけクリリンと18号にも会いに行ったが、健全な暮らしが恥ずかしいためか自分の現在の生活については語らなかった。